# Vaandrig
Een vaandrig is de laagste officiersrang bij de Koninklijke Landmacht, Koninklijke Luchtmacht en de Koninklijke Marechaussee en is bedoeld voor officieren in opleiding. De term is afkomstig van het vroegere gebruik dat de jongste officier het vaandel mocht dragen; zie ook vaandeldrager. Het rangteken (bij de Landmacht) is een "stip", gelijk aan dat van de adjudant-onderofficier.

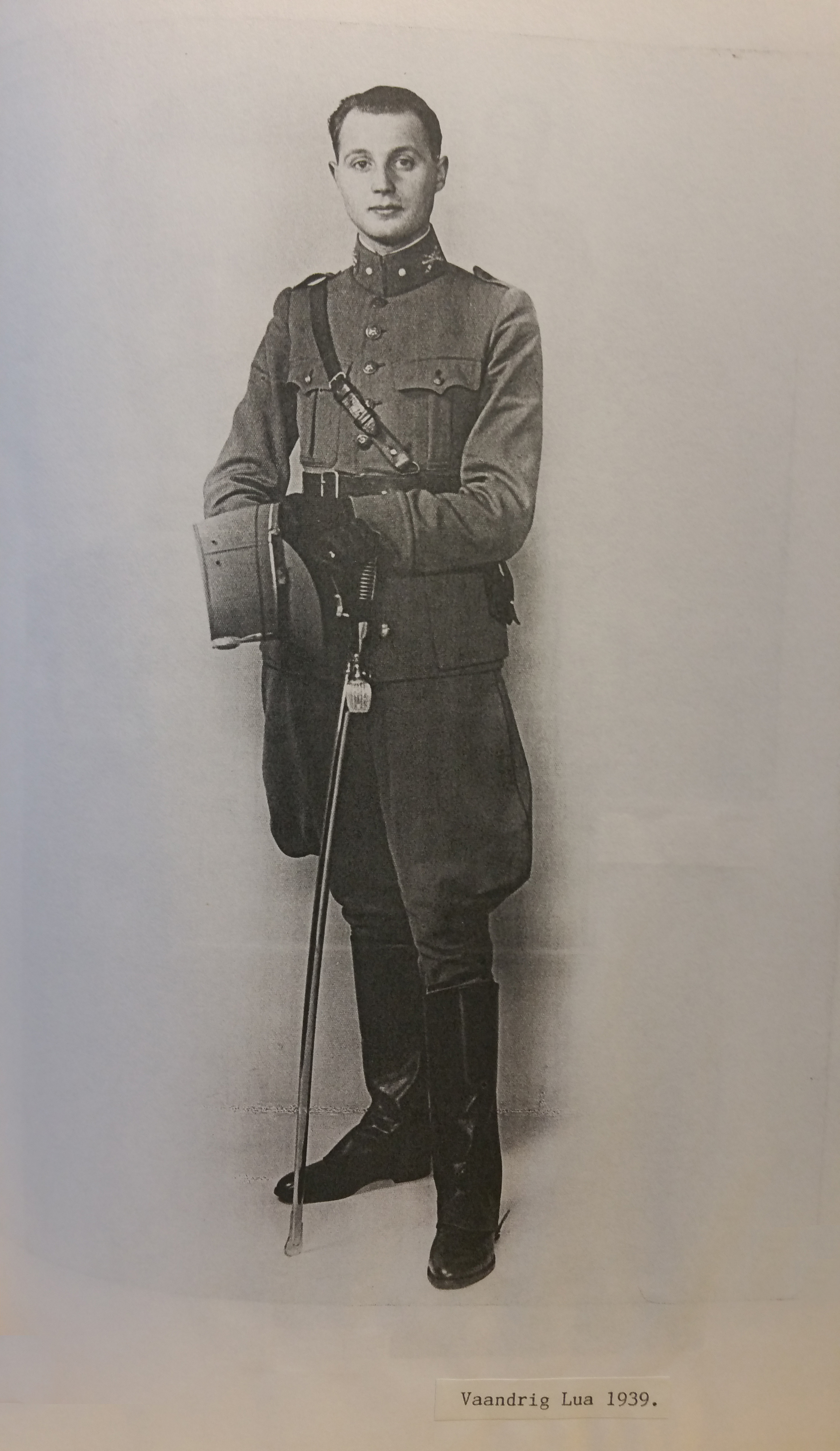
Kornet bij het 18e Batterij luchtdoelartillerie te IJmuiden 1939-1940

## Geschiedenis en heden
In de tijd dat dienstplichtigen nog werden opgeroepen voor hun eerste oefening werden de dienstplichtigen voorbestemd tot officier na afloop van de initiële opleiding benoemd tot vaandrig. Veel van deze vaandrigs werden opgeleid tot -en ingezet als- pelotonscommandant bij de parate troepen (bijvoorbeeld bij de infanterie). Regelmatig kwam het voor dat de nieuwe vaandrigs in die functie niet bleken te voldoen. Deze dienstplichtigen konden dan niet in een officiersfunctie worden gehandhaafd voor de resterende duur van de eerste oefening. Omdat een vaandrig nog niet tot officier was benoemd door de Koning, was een terugzetting in rang volgens de geldende militair ambtenaarsreglementen en -wetten veel gemakkelijker dan wanneer de officiersbenoeming (tot 2e luitenant) wel al een feit zou zijn. Diegenen die wel voldeden werden kort voor het einde van de eerste oefening benoemd en beëdigd tot reserve-officier (2e luitenant). Afgezien van dit formele aspect werd de vaandrig echter binnen de Krijgsmacht wel al als officier behandeld en hij werd ook in NAVO-functies ingezet op het OF1-niveau.
Een bijzondere categorie dienstplichtige vaandrigs waren de zogenoemde ROAGs (Reserve Officier Academisch Gevormd). Deze dienstplichtigen met een al voltooide HBO- of universitaire opleiding werden na een verkorte militaire opleiding van zes weken in de rang van vaandrig ingezet op functies (bij het ministerie van Defensie, hogere staven, KMA, TNO etc.) min of meer in lijn met hun studie.
Een andere bijzondere groep waren de dienstplichtige vaandrigs die bestemd waren voor de functie van inlichtingenofficier. Een groot deel van hun opleidingstijd werd gebruikt om de Russische taal te leren.
Bij de Koninklijke Marine was de praktijk anders, er bestond en bestaat daar geen rang direct vergelijkbaar met vaandrig. Ook het bovengeduide "afbreukrisico" werd blijkbaar zo niet gevoeld. Bij de KM werden de kandidaten voor dienstplichtig officier tijdens de eerste oefening na het voltooien van de initiële opleiding meteen tot officier benoemd (LTZ3).
Bij de artillerie, cavalerie en marechaussee wordt de vaandrig kornet genoemd. Bij de Koninklijke Marine is er geen direct overeenkomstige rang. Luitenant ter zee der 3e klasse OF-1, komt het dichtste in de buurt maar deze is al wel beëdigd tot officier en is equivalent met 2e luitenant. Officieren in opleiding worden bij de Marine adelborst genoemd, overeenkomstig met cadet.
Nu dienstplichtigen niet meer worden opgeroepen voor de eerste oefening, komt de term vaandrig voornamelijk voor als cadet-vaandrig. Dit is een rang die wordt gebruikt op de Koninklijke Militaire Academie te Breda, de officiersopleiding van de Landmacht, Luchtmacht en Marechaussee. Cadet-vaandrig is daarmee de eerste officiersrang, maar houdt in dat de cadet nog in opleiding is. De eerste rang boven vaandrig is tweede luitenant.
De term vaandrig wordt daarnaast gebruikt als hoogste eindrang voor militair werkstudenten van Defensity College die geplaatst zijn bij de Koninklijke Landmacht en Koninklijke Luchtmacht. Dit zijn universitaire studenten die naast hun civiele studie in dienst zijn als reservist bij Defensie. Het militaire vormingstraject hanteert dezelfde rangenstructuur als de Koninklijke Militaire Academie, maar de militair werkstudenten zijn aspirant reserve officieren en geen cadetten. Het equivalent van de eindrang vaandrig voor militair werkstudenten van de Koninklijke Marechaussee is kornet. Voor militair werkstudenten van de Koninklijke Marine is geen vergelijkbare rang en deze reservisten worden benoemd tot Luitenant ter zee der 3e klasse.

## Rangonderscheidingstekens bij de Nederlandse Krijgsmacht
| Koninklijke Landmacht                                  | Koninklijke Landmacht | Koninklijke Luchtmacht | Koninklijke Luchtmacht | Koninklijke Marine                                                                           | Koninklijke Marine | Koninklijke Marechaussee | Koninklijke Marechaussee |
| ------------------------------------------------------ | --------------------- | ---------------------- | ---------------------- | -------------------------------------------------------------------------------------------- | ------------------ | ------------------------ | ------------------------ |
| Vaandrig/Kornet Vaandrig Kornet (Cavalerie/Artillerie) |                       | Vaandrig               |                        | Luitenant ter zee der 3e klasse Mijnheer/Mevrouw (bij het Korps Mariniers: Tweede-Luitenant) |                    | Kornet                   |                          |

## Officiersrangen (van hoog naar laag)
- generaal
- luitenant-generaal
- generaal-majoor
- brigadegeneraal (bij de luchtmacht: Commodore)
- kolonel
- luitenant-kolonel (overste)
- majoor
- kapitein / ritmeester
- eerste luitenant
- tweede luitenant
- vaandrig / kornet

## Gebruik buiten het leger
Binnen scouting wordt vaandrig nog wel gebruikt als een leidinggevende bij de verkenners, de teamleider wordt wel hopman genoemd.